# Боржавська РЛС
Боржавська РЛС (51-а окрема радіолокаційна рота) — військова частина (А3185 раніше в/ч 27904) в складі Збройних Сил України. Дислокувалася в селі Березники неподалік гори Стій (1681 м.). Розформована в жовтні 1995 року.

## Історія
Будівництво на вершині гори Стій розпочалося ще навесні 1982 року. Будівництво велося одночасно на двох об'єктах: на вершині гори Стій (1681 м) та в урочищі Іволове (1180 м). Останній об'єкт був масштабнішим за перший. За планами командування протиповітряної оборони СРСР, в найкоротші терміни, тут мало вирости ціле військове високогірне містечко. Відстань між об'єктами Стій — Іволово складала 4,5 км.
Будівництво велося всіма силами. На той час з села Березники Свалявського району до урочища Іволове була прокладена автомобільна ґрунтова дорога, якою військові вантажівки через села Росош і Керецьки доставляли бетон та будматеріали на гору. Керував будівництвом інженер-будівельник Майданевич Альбін Петрович з Мукачева, згідно затвердженого проекту Міністерством Оборони СРСР. Його «правою рукою» був лейтенант Іван Фанта з села Драгово (Хустського р-ну), який закінчив на той час Ленінградську будівельну академію. Частина солдат займалася будівництвом казарми, інші будували ДОС (будинок офіцерського складу), інші бригади терміново будували котельню. Всі солдати жили в кунгах (типу вагончиків), навіть офіцери. Їдальнею слугували довгі столи під навісом, де готувалася їжа в похідних кухнях. Однак для постійного складу роти була заздалегідь побудована дерев'яна одноповерхова казарма, напроти якої, на той час, був закладений фундамент для цегляної казарми.
Починаючи з 15-го липня 1985 року прохід/проїзд на гору Стій було суворо заборонено. Ближче до зими, 15 листопада 1985 року, зникли всі будівельники, залишився тільки основний склад роти. До того часу солдат у роті побільшало до 40 осіб, адже виникала потреба в цілодобовому обслуговуванні кочегарки, а також дизельної станції (промислової електромережі на той час ще не було). Згодом на горі Стій (1681 м) було започатковане чергування так званої «бойової групи».
Наприкінці 1985 року для бойового чергування на горі Стій (Стой) використовувалися РЛС станції: далекомір П-37 (1РЛ-139), висотомір ПРВ-17 (1РЛ141), висотомір ПРВ-19, радіолокаційний комплекс 5У75 «Перископ», станція ближнього виявлення П-19, РЛС П-140, надсекретна станція «Пароль» (1Л22, вона ж «П-22»), ну і, звичайно ж КУНГ з дизелями біля кожній станції. Більшість із цих РЛС станцій були розташовані між котлованами-фундаментами на самій верхівці гори Стій.
На ті часи однією із кращих станцій в армії ППО вважалася РЛС П-37 (1РЛ139). РЛС «бачила» літаки за 250 кілометрів. Але тут, на горі, вона виявилася не такою вже й ефективною: при особливому гірському мікрокліматі, з його вічними туманами і снігопадами, на антену постійно налипало багато льоду. При утворенні такого «вітрила», при штормовому вітрі, двигун з редукторами просто не справлявся зі своєю роботою. Крім того, для виявлення маловисотних цілей в гірських районах на фоні надзвичайно потужних віддзеркалень сигналів від гірської поверхні, також ефективно використовувалася інша станція — РЛС 5У75 «Перископ», яка утримувалася в циліндричному металевому ангарі на території військової частини.
Та поміж всіх існуючих на той час РЛС на горі Стій, безперечною «родзинкою» була надсекретна станція «Пароль»(1Л22). Вона працювала спільно з далекоміром П-37 і призначалася суто для впізнавання цілей «свій-чужий». Станція була завжди зачинена і опечатана печаткою. Однак зі слів очевидців, надсекретна система часто виходила з ладу, тому більше простоювала ніж працювала. До того ж, під час грози всі РЛС комплекси в обов'язковому порядку знеструмлювались. В таких випадках, радистам, що знаходилися на бойовому чергуванні на горі, з в/ч посилали контрольні радіограми для перевірки їх пильності. Для зв'язку з «великою землею» у розпорядженні військовослужбовців був гусеничний всюдихід типу «геологічний» та артилерійський тягач АТС-59. Але дуже часто через снігові замети навіть така супертехніка не могла пробитися донизу в село Керецьки.
На кінець 1986 року військове містечко вже було добре розбудоване і на його території знаходилися: командний пункт (КП), дві казарми (одна з яких була двоповерхова і взірцево упорядкована), будинок офіцерського складу (ДОС на 14 квартир), магазин, котельня, лазня, транспортний парк з ангарами і гаражами. Всього особового і офіцерського складу на той час налічувалось 60-100 чоловік, на чолі з командиром-майором та замполітом-капітаном. Казарми утримувалися в зразковому порядку! Дисципліна була відмінною, хоча підтримувалася нерідко суворими заходами.
Всі приміщення військової частини обігрівала котельня на рідкому паливі. Операторами котельних установок працювали жінки офіцерів і прапорщиків. В приміщеннях було дуже чисто й акуратно, на підвіконнях росли квіти. Поруч знаходилася електрична підстанція (щитова), яка була повністю автоматизована. Від цієї щитової з села Березники йшла на гору високовольтна підземна лінія, яка високовольтним кабелем заживлювала техніку на позиції (г. Стій) та будинок для бойового чергування (БД — боевое дежурство). Варто зауважити, що для прокладення електромережі використовувався високовольтний кабель з особливою конструкцією всередині. Зазвичай силові кабелі містять в собі мастило, тобто — оливонаповнені. Всередині ж кабелю, що використовувався на «Боржавській РЛС» були розміщені так звані «перепонки», для того, щоб змащувальна олія не стікала по кабелю, а утримувалась в ньому рівномірно. Адже кабель до об'єкту прокладали під нахилом, вздовж стрімкого схилу гори. За декілька сот метрів до вершини знаходився будиночок ДДС (дом дежурного состава), де жили рядові оператори станцій, водій тягача, кухар і прапорщик/лейтенант, який за всіма ними наглядав. Загалом — чоловік десять.
В кінці літа 1986-го року на горі Стій було встановлено три білосніжних куполи — РПУ (раідопрозоре укриття), які зовні нагадували космічні об'єкти. Ці багатошарові конструкції із радіопрозорої склотканини виготовлялися з різних сполучень армуючих матеріалів, єднальних смол і наповнювачів, що забезпечувало надійність їх використання в складних метеоумовах. Монтаж та встановлення білих куль (РПУ) проводив військовий інженер Нікишин Микола Філіпович. Монтаж стаціонарних РЛС станцій на Стою відбувався безпосередньо під захисними куполами. Тобто спочатку на позицію встановлювали техніку, після чого проводився монтаж кулеподібного радіопрозорого укриття. Під найбільшим куполом знаходився дальномір, у двох інших — висотоміри. Під фундаментом куполів, де були розташовані РЛС станції, знаходилися підземні коридори — вентиляційно-охолоджувальні шахти.
Однак того ж року, майже одразу після встановлення куполів, їх було знищено безжальним карпатським вітром. До настання холодів монтажники не встигли закріпити кулеподібну конструкцію і вітер скинув куполи з бетонної основи наче іграшкові м'ячики. Для ремонту куполів (РПУ) на гору Стій були одразу відряджені спеціальні кран-машини. Але після закінчення всіх робіт техніці довелося зимувати на маківці найвищої вершини Боржавського хребта. Через снігові замети-кучугури потужні машини були не в змозі самостійно дістатися донизу в урочище Іволово. Тільки навесні, в березні місяці наступного року, техніка була визволена зі сніжного полонуЖиття на маківці гори Стій було справді суворими випробуваннями для солдат. Ураганні вітри, що намагалися збити людину з ніг у прірву та люті холоди, трималися на боржавському високогір'ї більше півроку. До того ж, із-за штормового вітру, постійно нищились куполи (РПУ). Для їх перманентного ремонту була задіяна висококваліфікована бригада монтажників із центральної Росії, яка не встигала лагодити ці велетенські кулі, причому іноді з великим ризиком для свого життя. Всі ці ремонтні роботи коштували величезних грошей. Однак без куполів — ніяк, вони були необхідні для механічного захисту радарів від вітру, снігу та обледеніння.
Відтак у зв'язку зі складними гірськими метеоумовами «точка» часто не працювала. Але особливої цінності цей об'єкт собою не представляв… Набагато ефективніше використовувалася радіолокаційна станція на горі Томнатик, більше відомий в народі як «Памір» (Томнатикул). В один час начальнику боржавської РЛС Олексію Дружиніну довелося навіть побувати на горі Томнатик, щоб перейняти досвід щодо розгортання радіолокаційної техніки. В цьому йому допомагав старшина роти Володимир Чередниченко, який 29 років відслужив на горі Томнатик. Крім того, між горою Томнатик і горю Стій був певний взаємозв'язок: в одному із куполів на горі Стой знаходилась радіолокаційна станція «РЛС П-40», аналогічна РЛС була також розміщена на горі Томнатик (1565 м). Ці системи мали працювати в парі «Боржава-Буковина». Але «РЛС П-40» на Томнатику так і не запрацювала. Через технічну несправність аналогічної станції на горі Стій «контакт» з «Паміром» не відбувся.
За словами колишніх військових, які провели не один рік на горі Стій, весь цей величезний, дорогоцінний і величний комплекс, що гордо здіймався над Боржавою, був, в більшій мірі, всього лише камуфляжем, «горою, яка, народжувала мишей». На початку 90-х років всього три людини мали якесь відношення до реального стеження за цілями. Але навіть це, відверто кажучи, нікому не було потрібно, ніким реально не контролювалося і ніяких корисних для оборонних цілей результатів ніколи не мало і не могло мати. 99 % офіцерів навіть носа не показували на вершині гори Стій, а «жили і трудилися» на рівні казарм, відпрацьовували на КП щось своє, морочили голову солдатам, а, загалом, жили в своє задоволення. Поки не прийшов кінець їхньому «щастю» і наддорога «крамничка» закрилася. Тим не менш, реальна робота велася, але до стеження за повітряними цілями вона мала дуже умовне відношення.

## Сучасний стан
У 1993 році під велетеньскими білими куполами (РПУ) ще знаходилася техніка в повній бойовій готовності! Військову службу на Стою остаточно припинили нести у жовтні 1995 року, хоча варто зазначити, що з 1994 року об‘єкти почали інтенсивно руйнувати. Величні білі куполи (РПУ) були повністю розібрані наприкінці 1999 року. На сьогоднішній день їх уламки вітер розкидав по найближчих схилах найвищої вершини Боржавського хребта. Здалеку ці білі шматки з радіопрозорого матеріалу нагадують клаптики снігу, які не тануть навіть у найспекотніший день. Хоча асоціативно це більше схоже на пошматовані аркуші паперу, на яких була написана історія людських доль. І скласти ці дрібні шматочки докупи, в єдиний пазл, вряд чи вже комусь вдасться. Сьогодні про РЛС на горі Стій нагадують тільки пожовклі від часу світлини, дивлячись на які в пам'яті оживають спогади про тих, хто беззаперечно творив історію «Боржавської РЛС».